# Larry Moss
Larry Moss es un personaje de ficción interpretado por el actor norteamericano Jeffrey Nordling en la serie de televisión 24. Es uno de los protagonistas de la última entrega de la serie, la Temporada 7, donde desempeña el papel de responsable de operaciones y director de las oficinas del FBI en Washington.

## Biografía
Poco se sabe acerca de la vida personal de Larry Moss, teniendo como datos sobresalientes su estado civil (divorciado) y su rango de jefe de operaciones en las oficinas del FBI de Washington.

## Larry Moss en "24"

### Temporada 7
Larry Moss hace su aparición en la temporada 7, luego de que Reneé Walker solicitase ante el Senado la liberación de Jack Bauer. En su calidad de Jefe de Operaciones del FBI, comunica a Bauer que a pesar de los cargos que se han levantado en su contra por su actuación como agente de CTU, el Gobierno de Estados Unidos necesita nuevamente de sus servicios ante un inminente conflicto terrorista. Es así como Larry comienza a poner en funciones a Jack, pero restringiéndolo de varias necesidades como el hecho de portar un arma. También, debe constantemente lidiar con la rebeldía que a veces le supone la Agente Reneé Walker, asignada para seguir los pasos de Jack. En el ínterin del día, se suceden varios conflictos que hacen a Larry dudar de la fiabilidad de tener a Bauer suelto, como el momento que ayudó a Tony a escapar de la mismísima oficina del FBI. A partir de ahí, Larry comienza una implacable persecución contra Jack, que se por un momento se detiene cuando la presidenta Taylor cae prisionera del terrorista Benjamin Juma. Es en ese momento que Larry debe depender de una orden del Vicepresidente para atacar o no. Ante la negativa del Vicepresidente, Larry rompe el protocolo ordenando un ataque. Luego de rescatar a la presidenta, Larry intentó atrapar a Bauer para interrogarlo. Al enterarse de que este escapó con ayuda de Reneé, decide suspenderla e iniciar una nueva persecución. Esta persecución se agrava luego de los asesinatos de Ryan Burnett y el senador Mayer, en los cuales Jack se ve involucrado. Finalmente, Larry consigue recuperar la confianza en Jack, luego de que este interceptase el cargamento de un arma biológica. Larry invita a Jack a las oficinas del FBI para dirigir un ataque contra Starkwood, el destino del arma. Este ataque fracasa y Larry se retira con las manos vacías. Finalmente, y en un segundo ataque a Starkwood, Larry sería asesinado en combate por Tony Almeida.
- Datos: Q12178944